# میهایی
میهایی (به مجاری:  Mihályi) یک شهرداری در مجارستان است که در ناحیه کاپووار واقع شده‌است. میهایی ۱۶٫۲۹ کیلومتر مربع مساحت و ۱٬۱۳۹ نفر جمعیت دارد.